# 국립환경과학원
국립환경과학원(國立環境科學院, National Institute of Environmental Research, 약칭: NIER)은 환경보전과 환경오염방지에 대한 조사·연구에 관한 사무를 관장하는 대한민국 환경부의 소속기관이다. 2005년 7월 22일 발족하였으며, 인천광역시 서구 환경로 42 종합환경연구단지에 위치하고 있다. 원장은 고위공무원단 가등급에 속하는 공업연구관·보건연구관·임업연구관·기상연구관 또는 환경연구관으로 보하되, 임기제공무원으로 보할 수 있다.

## 직무
- 보안·문서·인사·감사·예산·결산 및 회계에 관한 사항
- 중장기 국가환경연구사업의 목표설정 및 기획, 주요업무계획 수립, 국제협력 및 홍보, 연구사업에 대한 평가 및 심사분석
- 환경오염에 의한 건강영향 연구, 화학물질의 유해성·위해성 평가 및 화학물질안전 예방 등 환경건강 분야 관련 연구
- 기후변화·대기환경·대기배출원 관리 등 기후대기 분야 관련 연구
- 수질오염물질의 총량관리·물환경공학 및 수질환경·수질통합관리 등 물환경 분야 관련 연구
- 폐기물의 처리·자원화 및 자연생태 등 환경자원 분야 관련 연구
- 생활환경·먹는물·토양지하수·환경측정 분석 등 환경기반 분야 관련 연구
- 자동차의 배출가스 저감 및 저공해엔진 인증에 관한 조사·연구
- 하천·호소 등 공공수역의 오염방지에 관한 조사·연구 및 기술개발

## 연혁
- 1978년 7월 28일: 보건사회부 소속으로 국립환경연구소 설치.
- 1980년 1월 1일: 환경청 소속으로 변경.
- 1982년 12월 27일: 신축 연구본동으로 이전.
- 1986년 10월 29일: 국립환경연구원으로 개편.
- 1990년 1월 3일: 환경처 소속으로 변경.
- 1994년 12월 23일: 환경부 소속으로 변경.
- 2000년 7월 19일: 종합합환경연구단지로 이전.
- 2005년 7월 22일: 국립환경과학원으로 개편.
- 2006년 2월 1일: 환경연수부를 국립환경인력개발원으로 분리시켜 독립.

## 조직

### 원장
| - 연구지원과 - 연구전략기획과 환경건강연구부 - 환경보건연구과 - 위해성평가연구과 - 화학물질연구과 - 가습기살균제보건센터 기후대기연구부 - 대기환경연구과 - 지구환경연구과 - 대기공학연구과 - 대기질통합예보센터 - 환경위성센터 물환경연구부 - 물환경평가연구과 - 유역총량연구과 - 물환경공학연구과 환경자원연구부 - 자원순환연구과 - 폐자원에너지연구과 - 자연환경연구과 환경기반연구부 - 생홀환경연구과 - 상하수도연구과 - 토양지하수연구과 - 환경측정분석센터 | - 교통환경연구소 - 물환경연구소 - 한강물환경연구소 - 낙동강물환경연구소 - 금강물환경연구소 - 영산강물환경연구소 - 국립습지센터 |

## 같이 보기
- 종합환경연구단지
- 국립생물자원관
- 환경
- 대한민국 기상청